# 一二二
一二二（英語：One-Two-Two），是一座位於法國巴黎第八區普罗旺斯路的一棟建築，曾是1930至1940年代間巴黎最奢華、最著名的风月场所之一，其名稱來自地址「122」的諧音（法文字母「Un, Deux, Deux」）。該建築靠近巴黎春天和豪斯曼大道。

## 歷史
一二二於1924年由馬塞爾·賈梅特（Marcel Jamet）與其妻費爾南德（Fernande，藝名多里安（Doriane））共同創立。多里安原為巴黎著名妓院沙巴奈的妓女，透過丈夫購得普羅旺斯街122號（Rue de Provence 122）的物業。該建築最初為三層樓的舊宅邸，過去作為若阿尚·缪拉的府邸使用。1933年，賈梅特將建築擴建至七層，其屋設有緊閉的百葉窗。
一二二設有約22間風格各異的豪華裝飾房間，雇用40至65名妓女，每日接待約300名客人，營業時間為下午4點至凌晨4點。進入場所需經副管事篩選，妓女每日須接待四名客人（每次收費20法郎，另計小費），周日則減半。場內設有酒吧、員工食堂及醫療室，並與餐廳「Bœuf à la Ficelle」合作，供應以牛肉湯煮牛排為特色的佳餚。
客人可選擇在場所內的「邁阿密沙龍」（Salon Miami）享用餐點、咖啡或雪茄，與妓女交談，而無需進一步消費。開設後，該餐廳以氛圍及服務吸引了眾多名流與皇室成員到訪，包括卡普尔塔拉大君及其隨從、阿富汗王子、阿迦汗三世比利時國王利奧波德三世、倫道夫·邱吉爾，金融家亞歷山大·史塔維斯基以及演員米歇爾·西門、費南代爾、雷姆、提諾·羅斯、薩沙·吉特里、尚·嘉賓、查理·卓别林、加里·格兰特、汉弗莱·博加特、及凯瑟琳·赫本、梅·蕙絲、米絲坦蓋特、瑪蓮娜·迪特利希、艾迪特·皮雅芙、蘇茜·索利多爾和瑪蒂娜・嘉露等人。部分顧客僅為彰顯自身社交地位或享受高端美食而來。

### 二戰
1939年，費爾南德與賈梅特離婚後，一二二的經營權由年僅21歲的喬治特·佩拉吉（Georgette Pélagie，藝名：法比安（Fabienne））接手。他後來於1942年成為賈梅特的第二任妻子。婚禮當天，賈梅特為56名貴賓舉辦一場晚宴，賓客們共喝掉了34瓶香檳和176瓶香檳。此時已為二戰期間，巴黎雖經德軍攻陷而陷於物資匱乏的困境，但一二二仍持續營運，該場所亦成德國軍官的消遣場所。由於獲得黑市領袖赫爾曼·布蘭德及德國軍情報部門成員威爾海姆·瑞德克的庇護，該場所未受配給券限制，仍能提供充足的物資。
當時，一二二的經營還涉及黑市交易，猶太富商約瑟夫·若阿諾維奇及德國供應商曼德爾·斯科爾尼科夫皆曾利用該場所與德國軍官及法國蓋世太保成員皮埃爾·伯尼與亨利·拉馮建立聯繫，並藉此獲取權力與利益。

### 衰落
1944年解放巴黎後，一二二轉而接待美軍士兵。然而，法比安對部分美方顧客展現的種族歧視行為深感不滿。1946年，隨著《馬特·理查法案》的實施，法國全國的妓院被強制關閉。一二二亦在當年停業。
法比安曾在書籍中回憶道：「1946年10月的一天，天色低沉，雨水連綿，燈光熄滅，笑聲消失，普羅旺斯街122號的百葉窗首次打開。」建築隨後以3200萬法郎售予皮革工會。當前，一二二舊址現用於商業和律師事務所使用。
1975年，法比安出版了自傳書《一二二》，該書籍描述了他的生平，也描述了一二二的運作及其員工和客人等軼事。

## 房間設計
一二二的房間以各國文化與歷史為靈感，採取受《欲经》啟發，吸引訪客體驗所謂的「環遊世界的情慾之旅」。部分特色房間包括：
- 跨大西洋郵輪房：設有海景窗與躺椅，營造海上氛圍。
- 海盜房：內有搖晃的床和模擬海浪或暴風雨效果。
- 東方快車房：模仿列車車廂，並可選擇車長加入互動情節。
- 乾草棚：採用真正的稻草。
- 普羅旺斯臥室
- 冰屋房。
- 印第安房：設有印地安人的標誌性圓錐形帳篷。
- 埃及房：以埃及艷后為主題的古埃及風格套房。
- 羅馬房：再現古罗马的奢華宴會場景。
- 希臘房
- 文藝復興房
- 凡爾賽廳：以凡爾賽宮鏡廳為基礎的小型空間，設有旋轉鏡子。

此外，頂層房間專為實現BDSM需求而設，設有具中世紀風格的處刑室房間，並提供刑具如腳鐐、鐵鍊和鞭子，及手銬可將使用者綁在十字架上。正如法比安所言：「越接近天空，就越靠近地獄。」

## 另見
- 《一二二（英语：One_Two_Two_(film)）》：1978年法國電影，以一二二為主題
- 法國性交易史（英语：Prostitution_in_France）
- 巴黎的妓院（英语：Brothels in Paris）
- 沙巴奈（英语：Le Chabanais）
- 白色之花（英语：La_Fleur_blanche）

### 來源
1. ↑  Adam. . One-Two-Two Rue de Provence ~ Invisible Paris. 2009-04-06  [2025-01-03]. （原始内容存档于2025-01-14）.
2. ↑  clement, alexandre. . Le blog d'Alexandre Clément.   [2025-01-03]. （原始内容存档于2025-01-20） （法语）.
3. ↑  Marc Lemonier et Alexandre Dupouy,. . la Musardine. 2003: 164–167.
4. ↑  Peyret, Emmanuèle. . Libération.   [2025-01-03]. （原始内容存档于2025-01-14） （法语）.
5. ↑  . Les Jours. 2016-07-08  [2025-01-03]. （原始内容存档于2024-09-08） （法语）.
6. ↑  . Atlas Obscura.   [2025-01-03]. （原始内容存档于2025-01-14） （英语）.
7. ↑  Adam. . One-Two-Two Rue de Provence ~ Invisible Paris. 2009-04-06  [2025-01-03]. （原始内容存档于2025-01-14）.

### 書籍
- Fabienne Jamet, , Paris, Olivier Orban, mai 1975, pg 269
- Marc Lemonier et Alexandre Dupouy, Histoire(s) du Paris libertin, la Musardine, 2003 (ISBN 978-2842711771)
- Véronique Willemin, La Mondaine — Histoire et archives de la Police des Mœurs, Hoëbeke, 2009 (ISBN 978-2842303594)
- Alphonse Boudard, , Paris, Robert Laffont, 2000 (ISBN 2221042808)

## 外部連結
- . archive.wikiwix.com.   [2025-01-03]. （原始内容存档于2025-01-20）.
- . Le Chalet de l'arête. 23 October 2012  [2025-01-03]. （原始内容存档于2025-01-15） （法语）. - Includes interior photographs
- . Invisible Paris. 6 April 2009  [2025-01-03]. （原始内容存档于2025-01-14）.
- . Atlas Obscura.   [2025-01-03]. （原始内容存档于2025-01-14） （英语）.